# No soy un pájaro
«No soy un pájaro» es el primer sencillo del noveno álbum de estudio De película de la cantante mexicana Gloria Trevi. Fue lanzada como sencillo oficial el 25 de mayo de 2013. El 24 de julio de 2013 se lanzó a la venta a través de descarga digital.
El sencillo es utilizado como tema principal de la telenovela Libre para amarte en la cual Gloria Trevi interpreta el personaje de Aurora Valencia.

## Producción y composición
La canción fue compuesta por Gloria Trevi junto a Angel Gabriel y S. Jacome. Fue producida por el mismo Sebastian J junto con los productores Motiff y Maurilio Pineda.
Sobre el proceso de composición del tema, durante una entrevista, comentó «Estaba en el baño viéndome en el espejo y tenía la inquietud de hacer unos temas para la telenovela 'Libre para Amarte', yo quería hacer un mambo porque sentía que la historia se desarrolla en una selva que es la ciudad de acero y le quedaría bien a la trama. Cuando estoy haciendo eso, en el ínter siento algo de forma espontánea, me sale un merengue 'no soy un pájaro, no soy un avión, pero tengo de acero la carrocería...'».
El 8 de diciembre, en una entrevista con Radio Fórmula, Gloria Trevi, confirma que hará la versión remix, con la rapera Azealia Banks, al igual que la rapera, confirma en Eǃ Entertainment que colaborara en la versión remix de «No soy un pájaro», "Si está confirmado, Gloria y yo nos habíamos puesto de acuerdo, y bueno voy a colaborar en la versión remix de No soy un pájaro para 2014".

## Lista de canciones
- Descarga digital

| No soy un pájaro (versión pop) — Single |                    |          |  |
| N.º                                     | Título             | Duración |  |
| 1.                                      | «No soy un pájaro» | 3:37     |  |

| No soy un pájaro (versión banda) — Single |                    |          |  |
| N.º                                       | Título             | Duración |  |
| 1.                                        | «No soy un pájaro» | 3:38     |  |

- Sencillo en CD

| — Sencillo en CD - Edición estándar |                                  |          |  |
| N.º                                 | Título                           | Duración |  |
| 1.                                  | «No soy un pájaro» (Versión pop) | 3:37     |  |

| — Sencillo en CD - Edición estándar |                                    |          |  |
| N.º                                 | Título                             | Duración |  |
| 1.                                  | «No soy un pájaro» (Versión banda) | 3:38     |  |

## Posicionamiento

### Listas
| País           | Organismo              | Lista       | Mejor posición |
| 2013           | 2013                   | 2013        | 2013           |
| -------------- | ---------------------- | ----------- | -------------- |
| México         | Monitor Latino         | Top General | 18             |
| Estados Unidos |                        |             |                |
| Billboard      | Latin Pop Songs        | 16          |                |
| Billboard      | Regional Mexican Songs | 39          |                |

### Anuales
| País   | Chart          | Lista           | Mejor posición |
| 2013   | 2013           | 2013            | 2013           |
| ------ | -------------- | --------------- | -------------- |
| México | Monitor Latino | Top 100 General | 85             |

## Premios y nominaciones
| Año  | Ceremonia     | Categoría          | Resultado |
| ---- | ------------- | ------------------ | --------- |
| 2013 | Premios Texas | Canción del verano | Ganadora  |

## Lanzamiento
| Región              | Fecha              | Formato        | Discográfica    |
| ------------------- | ------------------ | -------------- | --------------- |
|                     | 25 de mayo de 2013 | Radio Premiere | Universal Music |
| 24 de julio de 2013 | Descarga digital   |                | Universal Music |